# Plestia
Plestia es una antigua ciudad de Umbría, actualmente a caballo entre las provincias de Macerata y Perugia, a 99 millas de Roma, siguiendo la Via della Spina, que desapareció en el siglo X por razones desconocidas. Estaba situada en la meseta de Colfiorito, en la zona de la iglesia de Santa Maria di Pistia, a orillas del Lacus Plestinus recuperado posteriormente con la construcción del colector Botte dei Varano. Se encontraba en una posición a caballo entre las actuales regiones de Umbría y Las Marcas.

## Territorio
En el centro de la llanura del Casone, donde hoy, a pesar de la recuperación del terreno, se siguen formando charcos de agua en invierno, se encontraba el antiguo Lacus Plestinus, del que se bifurcaban las siguientes carreteras:
- La carretera del Valle Vaccagna, que unía las llanuras de Colfiorito y Annifo, atraviesa el puerto de Collecroce (872 m sobre el nivel del mar. ), toca Bagnara y Nocera Umbra, llegando a la Vía Flaminia;
- la carretera Bocchetta della Scurosa, que llevaba a Pioraco sobre el río Potenza;
- la carretera del río Chienti, que llegaba hasta el mar Adriático;
- la carretera Plestia hacia Pieve Torina (Plebs Torini) hasta la Valnerina;
- la Via della Spina, que llevaba a Spoleto.

Incluso durante la máxima expansión del lago, los pasos hacia el norte y el este permanecieron abiertos y el hecho de que el cardo y el decumanus se encontraran aquí favoreció el asentamiento.

## Disposición urbana

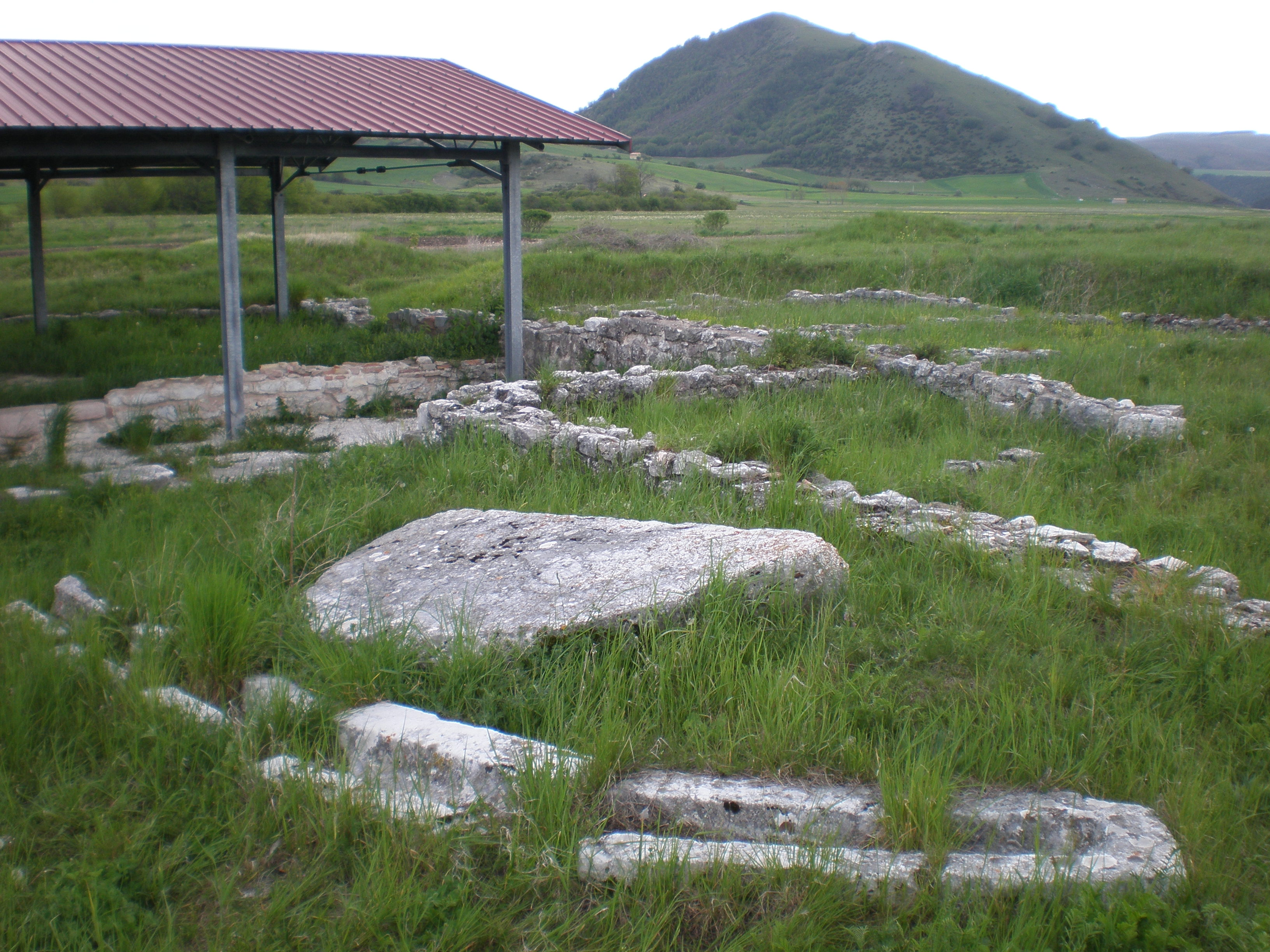
Excavaciones arqueológicas en Plestia: restos de viviendas particulares.

La zona urbana, de unas 35 hectáreas en el siglo I a.C., estaba delimitada al este por la orilla del lago, mientras que al sur el límite se identifica a unos 200 m de la actual iglesia de Santa Maria di Pistia gracias a la fotografía aérea; los demás son inciertos, aunque el santuario de la diosa Cupra, a unos cientos de metros al norte de la iglesia, debía de encontrarse ya fuera de la zona edificada. Los ejes viarios eran ortogonales orientados N-S/E-O y el foro de la ciudad se identifica en la confluencia de la via della Spina y la via nucerina.
Bajo la iglesia se encuentran los restos de un imponente edificio público de época republicana, interpretado como templo o pórtico; al sur y al este, en territorio de las Marcas, otro importante edificio público en opus quadratum de la misma época. A ellos se superponían asentamientos más recientes, probablemente tiendas que daban a una zona pública pavimentada con acera. En la zona situada frente a la iglesia se hallaron un canalón de travertino y una columnata.
En el lado opuesto de la carretera que va de Colfiorito a Taverne de Serravalle di Chienti han salido a la luz restos de viviendas privadas. Entre ellas se encuentran dos ricas domus con suelos de mosaico fechables entre finales de la época republicana y principios de la imperial. En una de ellas se reconoce el patio con columnata y canalones, losas de piedra que cubren las cloacas, el tablinum y otras estancias representativas.
La riqueza de edificios públicos y domus atestigua la centralidad de esta zona en el trazado urbano y, más en general, la importancia de la ciudad durante el periodo de control romano.

## Origen
Hallazgos que se remontan al Paleolítico superior en la localidad de Fonte delle Mattinate, un depósito de hachas con filos en relieve al pie del monte Trella y otros hallazgos esporádicos que se remontan a la Edad del Bronce (finales del III milenio a. C.) atestiguan la importancia de las mesetas del Colfiorito en las rutas transapeninas como punto nodal entre los territorios tirreno y adriático desde la prehistoria.
Los fondos de cabaña de principios de la Edad del Hierro y 250 tumbas de fosa simple con ajuar funerario, datadas entre principios del siglo IX a.C. y finales del siglo III a.C., atestiguan que la zona estuvo ocupada por asentamientos permanentes ya a finales del siglo X a.C. y parece que mantuvo relaciones con ambientes etruscos y picenos. En la segunda mitad del siglo VII a.C., el proceso de diferenciación social llegó a su fin con la afirmación de una aristocracia montañesa, una mayor afluencia de la comunidad y un consiguiente aumento demográfico bien documentado en las necrópolis y la extensión de los asentamientos. Éstos se situaban entonces principalmente en la cumbre para controlar las vías de tránsito, y el castelliere del monte Orve, con sus murallas poligonales de 1,3 km de longitud, una serie de terrazas artificiales y el arce en la cumbre con su propia fortificación y sacellum, parece haber sido el más importante.
Ocupaban la zona los Plestini, un pueblo umbro que se extendía por un territorio de 120-130 km² delimitado al oeste por el valle medio del Topino y el valle del Menotre, y al este por las montañas del territorio del Camerino. Su nombre, según algunos, deriva de los filisteos (en hebreo פלשתים plishtim) que tenían relaciones con los picenos. Ampliando lo dicho por Polibio, Livio y Cornelio Nepot, Plinio y Appiano ya hablan de ella, lo que permite a los estudiosos modernos situar en esta zona el enfrentamiento de la II Guerra Púnica (217 a. C.) entre 4000 jinetes romanos, que huían tras la batalla de Trasimeno, comandados por el pretor Cayo Centenio y las tropas cartaginesas de Maharbal.
Desde el siglo VI a.C. hasta el siglo I a.C. funcionó un lugar de culto dedicado a la diosa Cupra. Establecido como santuario «federal» para las poblaciones de los castellieri, cumplía una función de agregación en una comunidad no urbanizada, también desde el punto de vista político y de los servicios emporales, atrayendo a la población para que se asentara en las llanuras.
Entre los siglos IV y II a. C., en el proceso de romanización, es decir, de homogeneización cultural de las tribus itálicas, entró en crisis el orden político y social, la organización territorial pagano-vicana, el modelo de asentamiento basado en los castellieri (castros) y se intensificó la deslocalización hacia el valle con la creación de ville rustiches para el control económico, pero no estratégico y militar, del territorio. Los plestini participaron probablemente en el foedus aequum del 309 a. C. entre los camerti y los romanos, que les permitió conservar cierta autonomía. En el siglo III a.C. se les concedió la ciudadanía sine suffragio y el estatuto de prefectura; en el siglo II a.C. se les concedió la ciudadanía optimo iure y la inscripción en la tribu oufentina.
La zona sagrada de Cupra siguió ejerciendo su función de atracción por su centralidad y riqueza hídrica, y así fue como aquí, en la avanzada época republicana, tras quizá la guerra social del 90 a. C., tuvo lugar el proceso de urbanización que dio lugar al nacimiento de la ciudad de Plestia, con la creación de la Res Publica Plestinorum, el municipio romano de la VI Regio Augustea.

## Economía y actividad
Superada la organización sociopolítica del modelo pagano-vicano de los castellieri, el poder romano, que conservaba un interés en el antiguo sistema viario, asumió el control estratégico del territorio con acuerdos (foedera) o condicionamientos políticos y administrativos. El papel de nudo viario favorable al comercio se mantuvo, orientando las actividades económicas hacia el comercio y el control de las mercancías en tránsito.
Algunas inscripciones revelan la presencia de un curator rei publicae, un quattuorvir, un quaestor, un sevir augustalis, un aedilis y un Ordo Plestinorum.
La Passio sancti Feliciani, escrita en el siglo VI, atribuye la evangelización de Plestia a San Feliciano, obispo de Foligno y Forum Flaminii, es decir, entre 248 y 251, pero la sede episcopal es probablemente más reciente en uno o dos siglos.[cita requerida] En la época del papa Símaco, un Florentius Plestinus aparece en los sínodos de Roma de 499 y 502, y dado que el Concilio de Sardica de 343 prohibió la creación de obispados en centros menores para no degradar la autoridad y el papel de los obispos, se puede deducir que la diócesis de Plestia era un centro demográfico de la región metropolitana de Roma.
Cuando los lombardos invadieron Italia en 568, provocando el colapso de las instituciones romanas en las que se basaba la sociedad, también socavaron pequeñas ciudades como Plestia, cuyo territorio pasó a formar parte del ducado lombardo de Spoleto. El Ducado de Spoleto en la zona se dividió entre varias administraciones (gastaldatos de Spoleto, Nocera Umbra y Camerino y sculdasciato de Foligno). Un autor anónimo de la vida de San Rinaldo menciona Plestea entre las ciudades reducidas a castillos con la obra restauradora de Otón I (951 - 983) tras la devastación de godos, lombardos y otros bárbaros.
Sobrevivió una modesta actividad colonizadora, lo que explica la estancia de Otón III en Plestia en 996, documentada por dos diplomas fechados el 23 y el 26 de junio, tras lo cual Plestia desapareció de la historia como ciudad y como diócesis.